# Det antika Greklands keramik

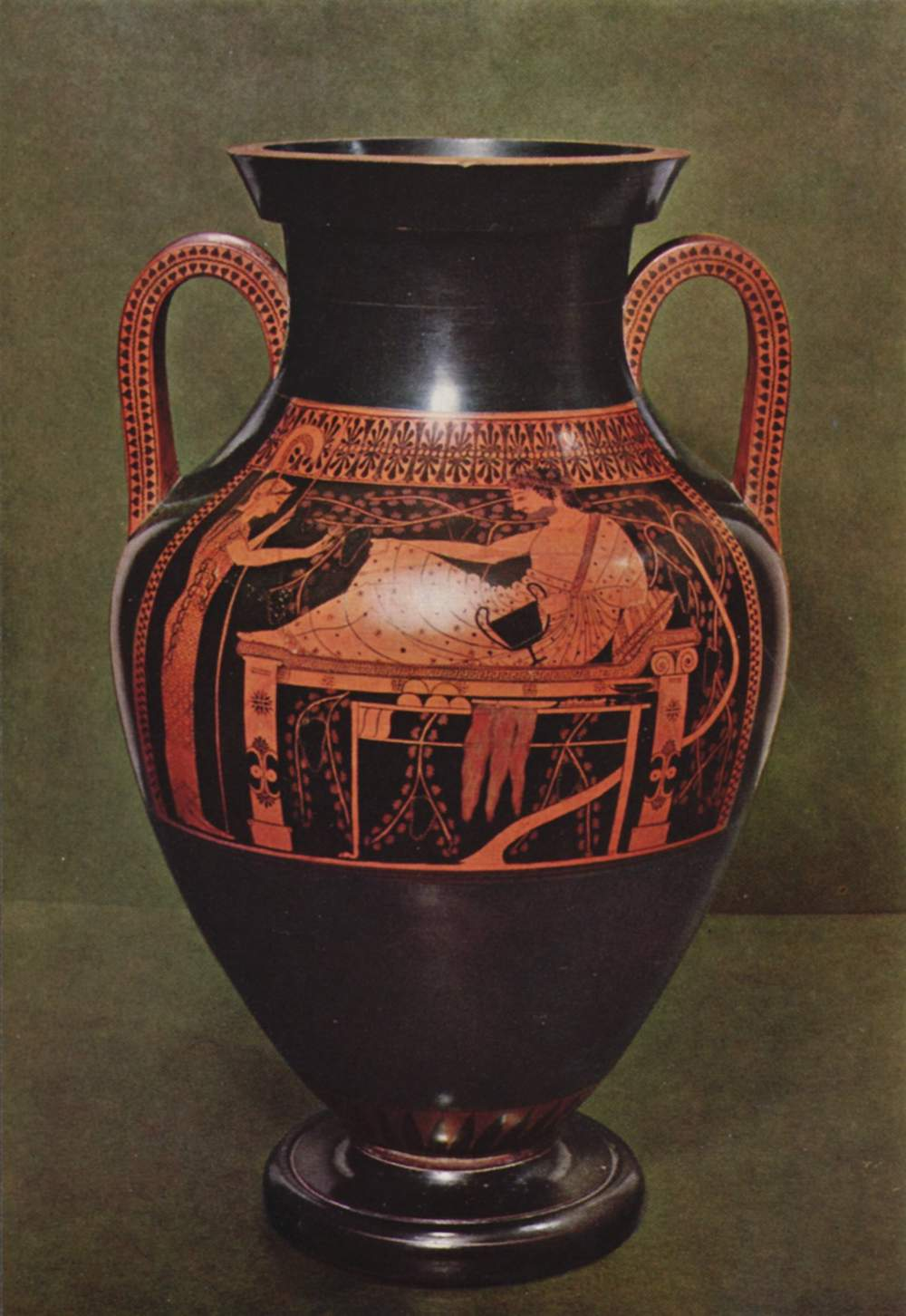
Bilingvistisk amfora, av Andokidesmålaren, omkring 520 f.Kr. Museet i München.

Det antika Greklands keramik utgör, tack vare dess hårda material, en stor del av de arkeologiska fynden från antikens Grekland – omkring 100 000 vaser finns förtecknade i Corpus vasorum antiquorum. Av den anledningen har denna keramik i mycket stor utsträckning påverkat samtidens förståelse av det grekiska samhället under antiken. Andra lämningar av målarkonsten från antikens Grekland är ytterst fåtaliga, varigenom de målade lergodsen, vaserna och krukorna som användes i vardagen har fått tjäna som underlag till slutsatser om utvecklingen i den grekiska konsten. Den stora mängden målade lergods som bevarats eller begravts under första och andra årtusendet före Kristus är trots allt den bästa källan som finns till hands för vardagens liv och tänkande i antikens Grekland.

## Utvecklingen av vasmåleriet

### Forntidens keramik
huvudartikel: Minoisk keramik
Keramiken från den minoiska kulturen på Kreta (omkring 1900-1650 f.Kr.) kännetecknas av livlig ornamentering med abstrakta motiv, som kamareskeramiken. Det naturalistiska freskmåleriet påverkade senare keramikstilar. Den mykenska palatsstilen skilde sig från den minoiska genom att anta en mer stiliserad prägel.

### Protogeometrisk stil

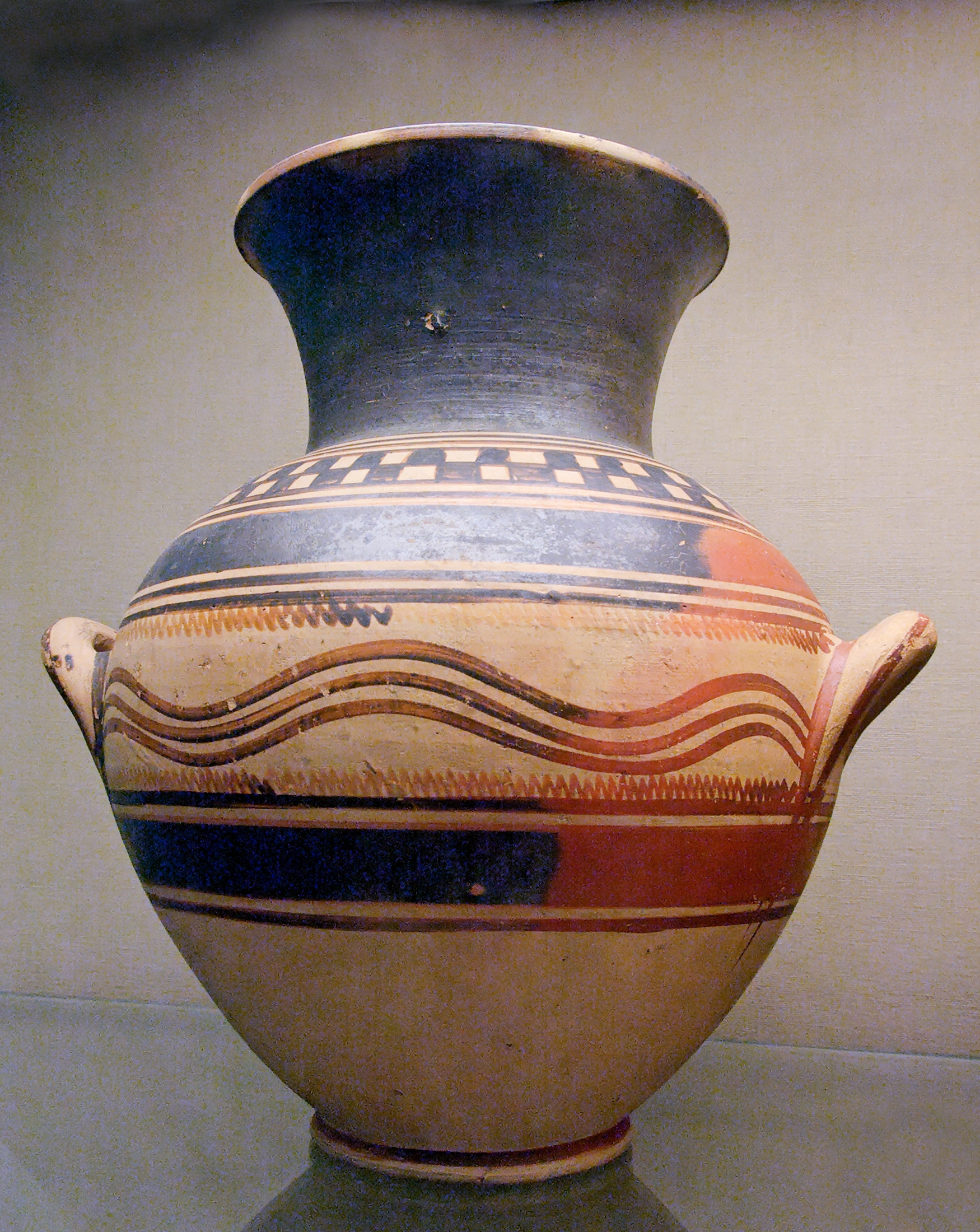
Protogeometrisk amfora.

Vaser från den protogeometriska perioden (omkring 1015-900 f.Kr.) företräder återgången till storskaligt hantverk efter de mörka århundraden som följde den mykenska palatskulturens fall. Vid sidan av smyckessmidning är keramiken ett av de få uttrycken för konstnärlighet som finns bevarade; skulptur och arkitektoniska monument från epoken är okända. Runt år 1015 f.Kr. börjar livet på grekiska halvön att vara tillräckligt stabilt att tillåta förbättring av lergodstillverkningen. Stilen inskränker sig till att framställa cirklar, trianglar, våglinjer och cirkelbågar, men de är placerade med påtaglig övervägning och säker händighet, troligen med hjälp av passare och flera penslar. Lefkandi är den största fyndorten av keramik från denna period, där bevarade gravgods har hittats vilka ger belägg för en distinkt euboisk protogeometrisk stil. Den attiska tillverkningen var den första att ta efter och därefter påverka övriga Grekland, i synnerhet kolonierna Beotien, Korinth och Kykladerna (huvudsakligen Naxos och Joniska öarna) i östra Egeiska havet.

### Geometrisk stil
Huvudartikel: Geometrisk tid
Den geometriska stilen genomsyrade det nionde och åttonde århundradena f.Kr. Den kännetecknades av nya motiv, bröt med ikonografin från de minoiska och mykenska perioderna: meanderornament, trianglar och annan geometrisk dekoration skiljer sig från de dominanta cirkulära figurerna under föregående period. De bästa pjäserna kommer från gravgods, vilka ofta tillåter åtskillnad mellan attisk, annat fastlandsområdes och öars stil eftersom man kan utgå från att de tillverkades i parti uteslutande för syftet att följa med i graven. Kronologin bygger emellertid på exporterat gods som återfunnits på andra sidan Medelhavet i sammanhang som kan dateras säkrare.

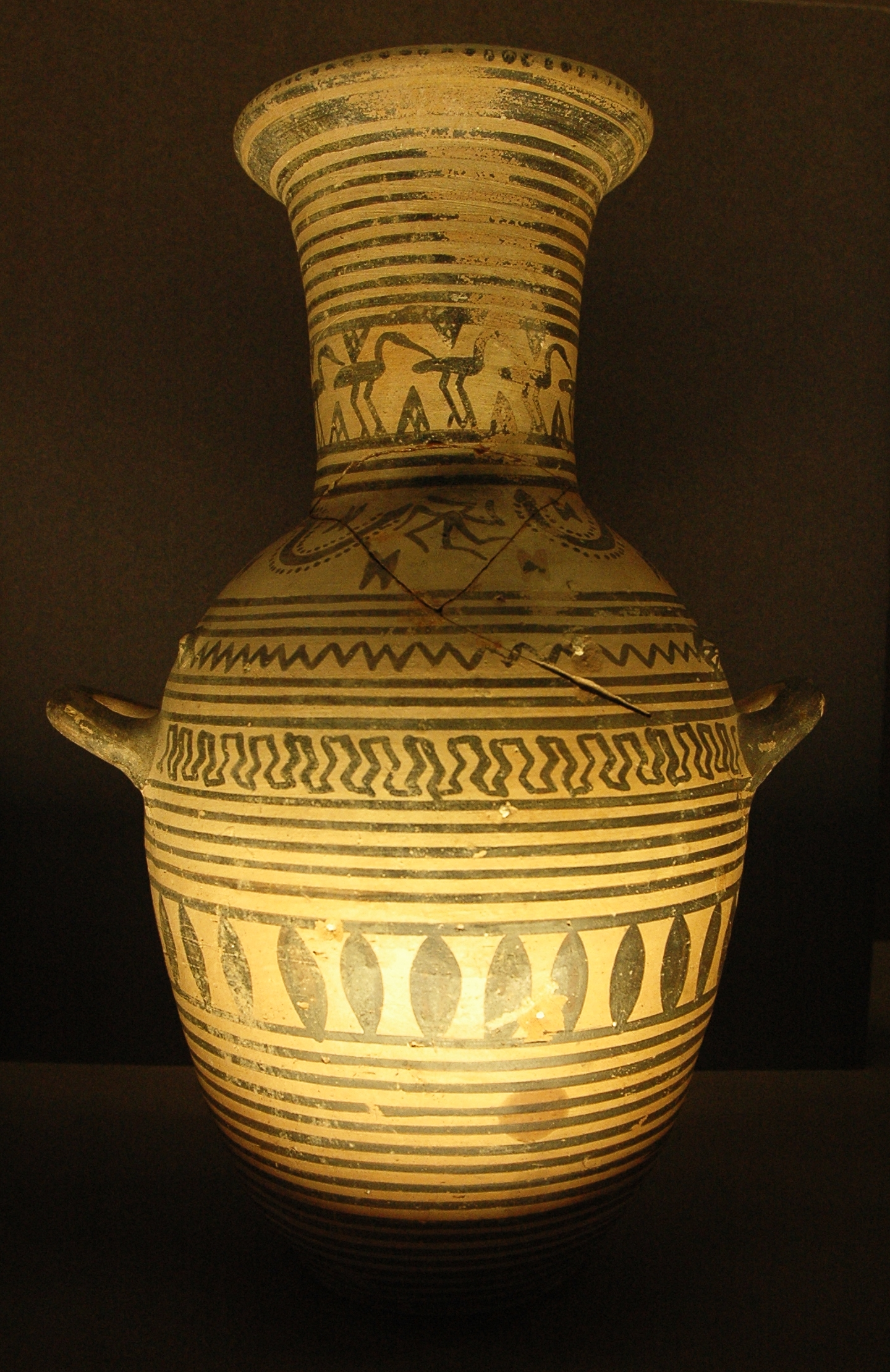
Beotisk geometrisk hydria. Louvren, Paris.

Från den tidiga geometriska stilen (ungefär 900-850 f.Kr.) återfinns bara abstrakta motiv i vad som brukar kallas svart diplyonsk stil. Den utmärks av flitigt bruk av svart fernissa. Under mellangeometriska stilen (ungefär 850-770 f.Kr.) uppkommer figurornament, i inledningsskedet i form av identifierbara djur (bland annat hästar, getter, gäss). Samtidigt blir dekorationen mer komplicerad och ornamenteringen ökar; målarna lämnar ogärna någon yta tom utan fyller dem med meanderornament eller svastikor. Denna fas kallas horror vacui och upphör inte förrän slutet av den geometriska perioden.
Under slutet av århundradet börjar mänskliga figurer uppkomma. De bästa, kända exemplen är de vaser som återfunnits i Dipylon, en av Atens gravplatser. Fragment av dessa stora gravvaser visar huvudsakligen processioner med vagnar eller krigare eller begravningsscener: πρόθεσις, prothesis (uppvisande av den döde och dennes begråtande), eller ἐκφορά, ekphora (transport av kistan till gravplatsen). Människokropparna framställs på ett geometriskt, stiliserat vis. Vad gäller soldater skyms stora delar av deras kroppar av diabolosköldar, även kallade dipylonsköldar efter dessa karaktäristiska målningar. Hästars ben och halsar, och vagnhjul framställs utan perspektiv, bredvid varandra. Den som målat dessa vaser kallas Dipylonmålaren eftersom det saknas signaturer, och dennes hand kan igenkännas på åtskilliga pjäser, framför allt större amfora.
Vid slutet av perioden uppkommer framställningar av mytologi, troligen från samma tidsperiod som Homeros nedtecknade de muntliga traditionerna om Troja i Iliaden och Odysséen. Här föreligger en risk för moderna betraktare: en sammanstötning mellan två krigare kan lika gärna vara en homerisk duell som någon annan strid, och ett skepp som lider skeppsbrott kan föreställa Odysseus skeppsbrott eller vilken skeppsbruten seglare som helst.
Slutligen finns de lokala traditionerna som uppträder i Grekland. Att tillverka vaser var till största delen Atens företräde - det är väl belagt att målarna under den protogeometriska perioden i Korinth, Beotien, Argos, Kreta och Kykladerna följde den attiska stilen. Från åttonde århundradet och framåt börjar de uppvisa egna, lokala stilar, med Argos som specialiserar sig på figurativa scener, och Kreta som kvarhåller en förkärlek till strikthet och abstraktion.

### Orientaliserande stil
Huvudartikel: Orientaliserande stil

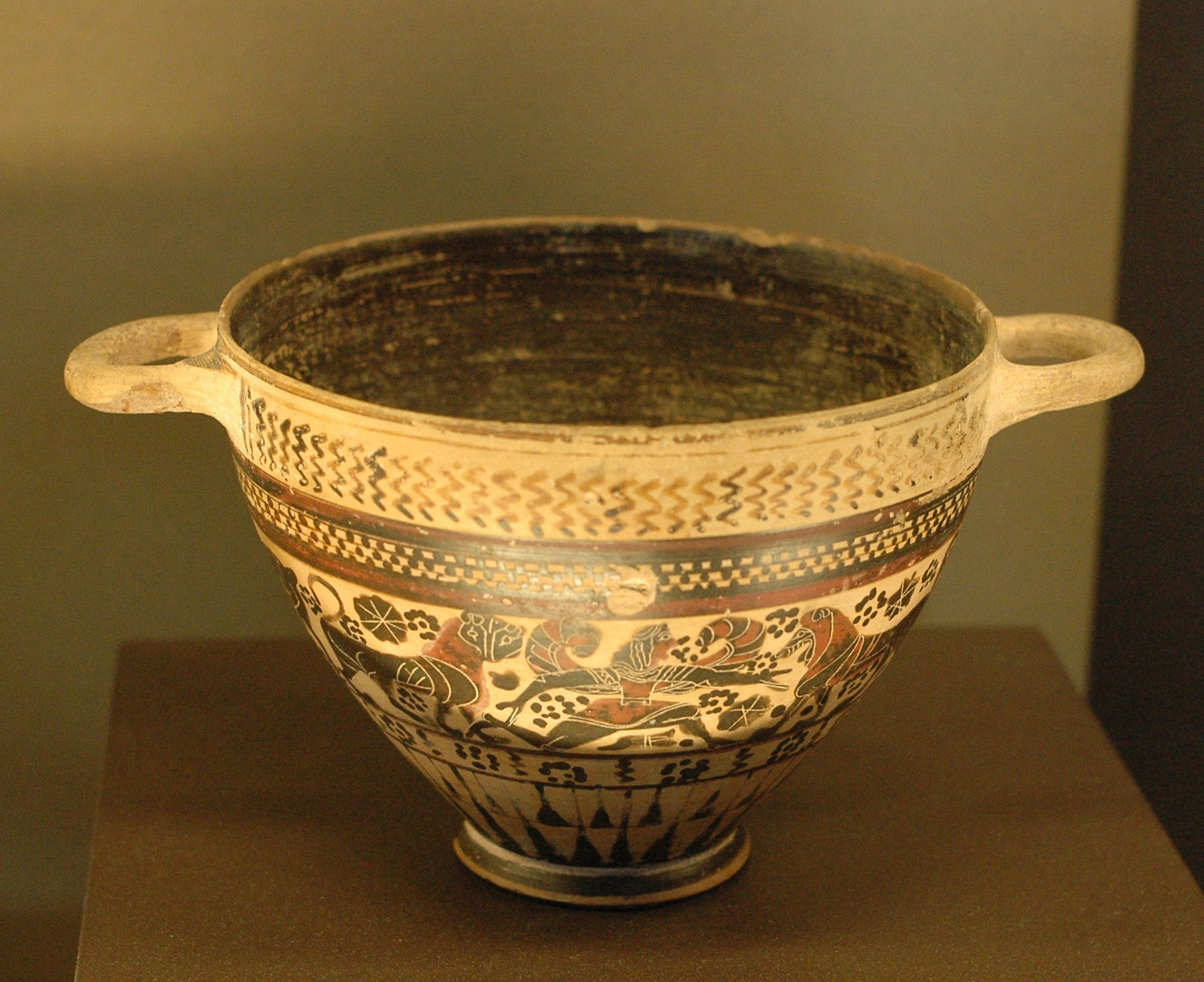
Protokorintisk skyphos, omkring 625 f.Kr., Louvren.

Den orientaliserande stilen var ett resultat av den kulturella jäsning som förekom i Egeiska havet och Medelhavet under åttonde och sjunde århundradena f.Kr. Påverkad av handeln med stadsstaterna i Mindre Asien uppkom föreställande motiv, som var högst stiliserade men motiven är ändå igenkännbara. Gods av elfenben, keramik och metall från nyhettitiska furstendömen i norra Syrien och Fenicien hittade vägen till Grekland, och så gjorde även pjäser från Anatolien, Urartu och Frygien, medan kontakterna med Egypten eller Assyrien var mindre. Denna nya stil utvecklades först i Korinth och senare i Aten, mellan omkring 725 f.Kr. och 625 f.Kr. Den karaktäriserades av ett utökat förråd av motiv: sfinxer, gripar, lejon med mera, såväl som en större repertoar av icke-mytologiska djur vilka arrangerades i friser runt om vasen.  I dessa friser började målarna denna tid teckna lotusar och palmetter. Avbildningar av människor är tämligen sällsynta; av dem som finns är det vanligen siluetter med någon detalj inskuren, och detta var kanske upphovet till de inskurna detaljerna till siluetterna under svartfigurig tid. Målningarna är tillräckligt utförliga för att man skall kunna urskilja ett antal målares individualitet bakom verken. Geometriska figurer levde kvar i stilen som kallas protokorintisk, vilken uppvisar orientaliserande experiment men utan att överge den konservativa geometriska stil som utvecklades där.

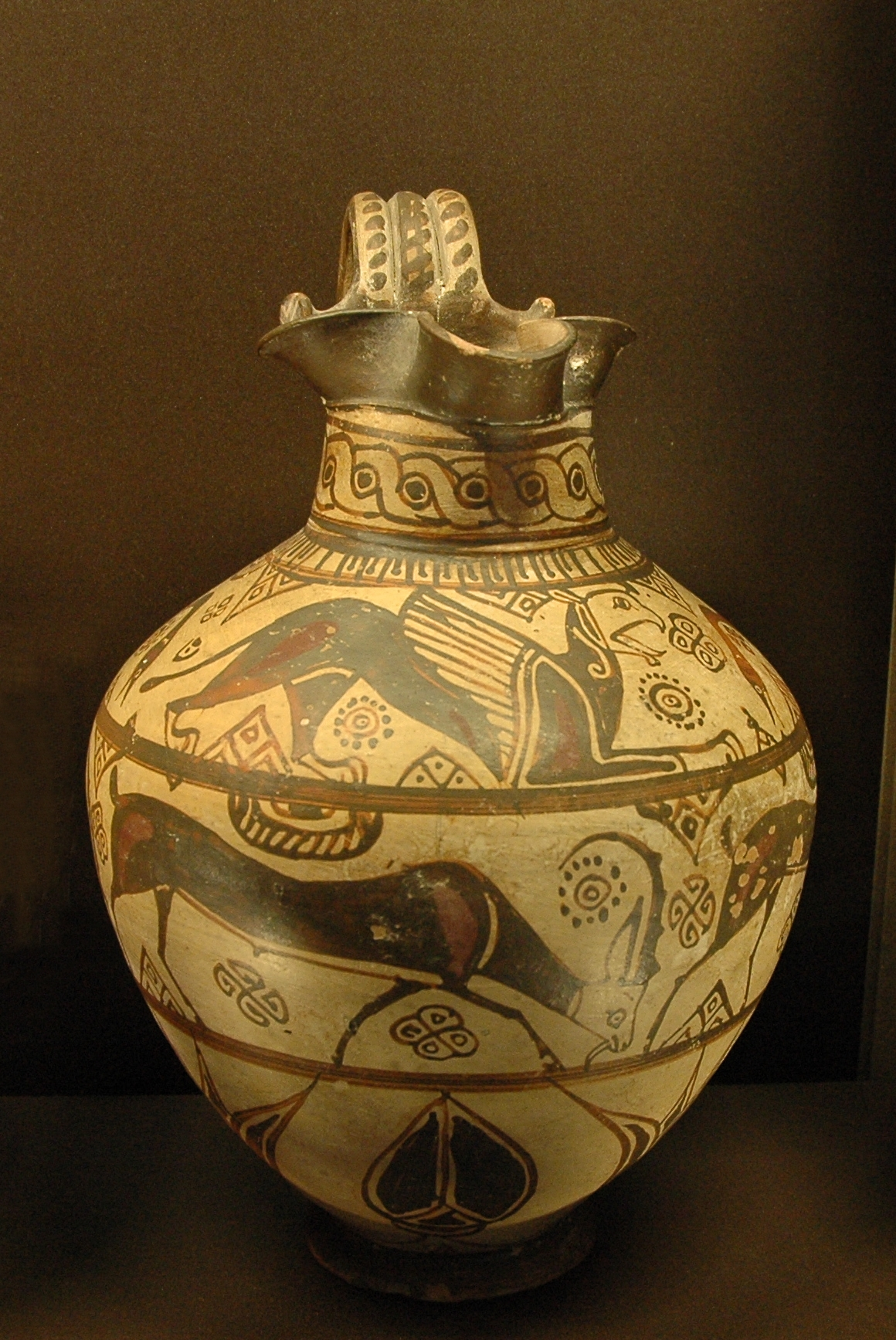
Oinochoë i vildgetstil från Camiros, omkring 600 f.Kr., Louvren.

Keramiken från Korinth exporterades över hela Grekland, och dess teknik anlände till Aten vilket medförde en utveckling av mindre påtaglig östlig påverkan där. Under denna tid, som brukar kallas protoattisk, uppträder orientaliserande motiv, men utan att därmed övergå i realism. Målarna föredrar scener som var typiska för den geometriska perioden, såsom vagnprocessioner. De anammade dock principen om att teckna med linjer vilket ersätter siluetten. Under mitten av sjunde århundradet f.Kr. uppkommer en svart-vit stil: svarta figurer på vita ytor, åtföljda av polykromi som återger hud- eller klädesfärg. Leran som användes i Aten var mycket mer orange än den från Korinth, och lämpade sig därför inte till att föreställa hudfärg.
Kreta, och ännu mer Kykladerna, kännetecknas av en förkärlek till så kallade "plastiska" vaser, det vill säga flaskkroppar eller halskragar som föreställer huvudet av en människa eller ett djur. I Aegina var griphuvuden de mest populära motiven till de "plastiska" vaserna. Melanesiska amfora, som tillverkades i Paros, uppvisar ytterst liten kännedom om utvecklingen i Korinth. De visar på en uttalad smak för episk komposition och horror vacui, vilket uttrycks med ett överflöd av svastikor och meanderornament.
Det finns slutligen ytterligare en större stilriktning under perioden, nämligen vildgetstilen, vilken traditionellt hänförs till Rhodos på grund av ett större fynd som gjordes i Camiros' nekropolis. Egentligen är den utbredd över hela Mindre Asien, med tillverkningen centrerad till Miletos och Chios. Två former förekommer: oinochoë, som efterhärmar bronsmodeller, och tallrikar, med eller utan fötter. Dekoren är organiserad i framträdande avdelningar i vilka stiliserade djur, i synnerhet getter (varav namnet) följer varandra i friser. Flera dekorativa motiv (blomstertrianglar, svastikor, med mera) fyller de tomma ytorna.

### Svartfigurig stil
Huvudartikel: Svartfigurig stil
Den svartfiguriga perioden sammanfaller på ett ungefär med den epok som Winkelmann kallat mellan- till senarkaisk period, från omkring 620 till 480 f.Kr. Tekniken med inristningar i siluetterna och livfulla detaljer, som numera kallas svartfigurig, var som vi såg en korintisk uppfinning från sjunde århundradet vilken spred sig till andra stadsstater och regioner, inbegripet Sparta, Beotien, Euboia, de östra grekiska öarna samt framför allt Aten.

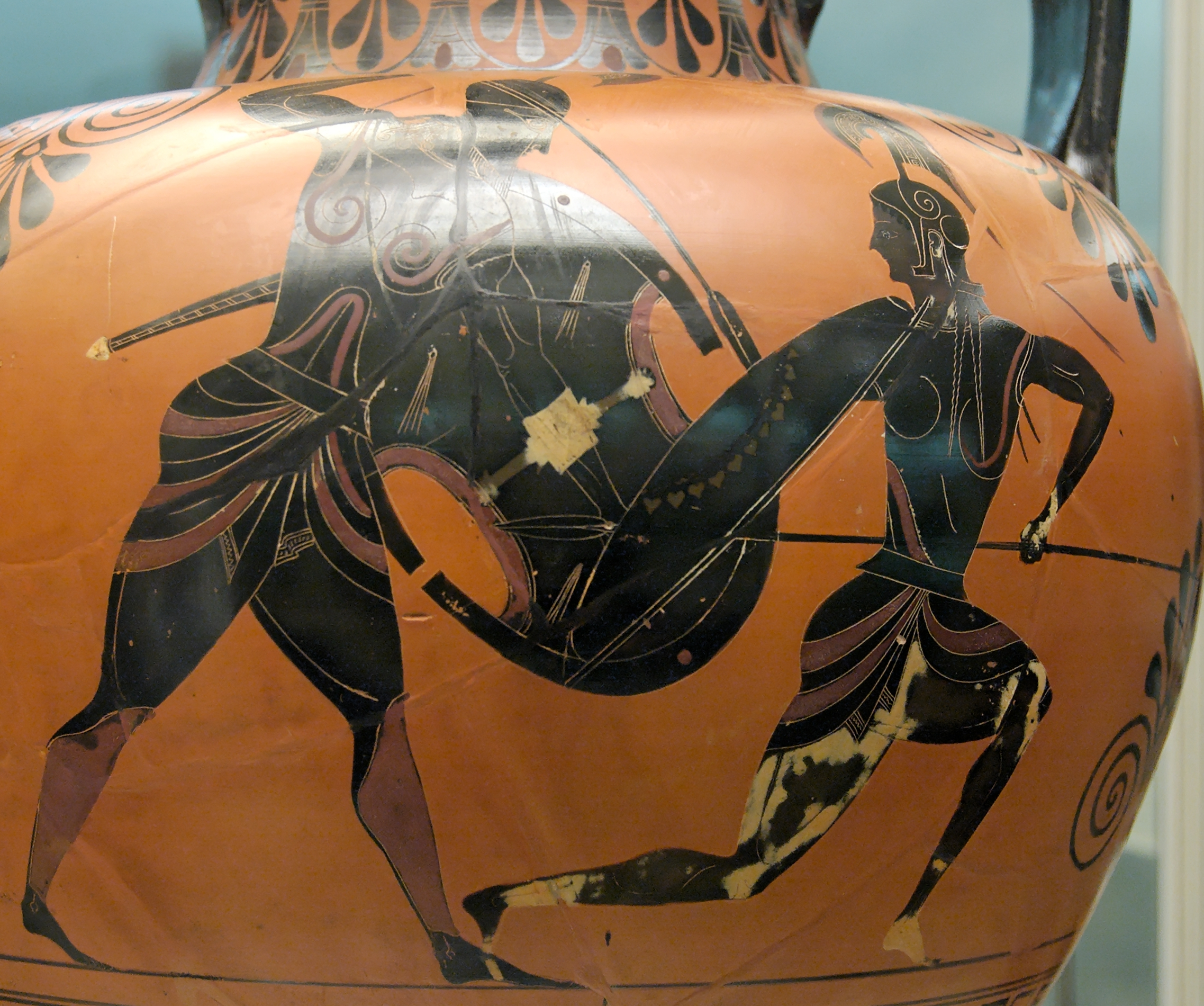
Achilles och Penthesileia, av Exekias, omkring 540 f.Kr. British Museum, London.

Den korintiska tillverkningen, vilket HGG Payne och Darrell Amyx forskat utförligt på, kan spåras genom likartade återgivningar av djur och människor. Djurmotiven tar större plats på vaserna och är de mest experimentella under den första fasen av svartfigurig stil från Korinth. Allt medan de korintiska konstnärerna fick mer självförtroende i att återge människor under mellan- till sensvartfigurig period, minskade djurfriserna i storlek i relation till människoscener. Runt mitten av sjätte århundradet f.Kr. hade kvaliteten hos de korintiska godsen avtagit så markant att några korintiska krukmakare försökte göra imitationer av de mer högklassiga atenska lergodsen.
Det skulle bli i Aten som den svartfiguriga stilen nådde sin höjdpunkt. I Aten återfinns de första exemplen på att vasmålare signerar sina verk, den förste en person vid namn Dinos vid Sofilos, vilket kanske indikerar att ambitionen ökat hos konstnärerna i att tillverka monumentala verk såsom gravmarkeringar, som i fallet Kleitias Françoisvas.
De finaste verken som hör till perioden, kommer från Exekias och Amasismålaren, vilkas känsla för komposition och berättarglädje lyfter dem över samtidens hantverkare.
Omkring 520 f.Kr. uppstod den rödfiguriga stilen, och introducerades gradvis i form av bilingvistisk keramik, av reseskildrarna Andokidesmålaren, Oltos och Psiax.
Rödfigurig stil ersatte snart svartfigurig, men en särskild form av den panathenaiaska svartfiguriga amfora fortsatte brukas en bra bit in på det fjärde århundradet f.Kr.

### Rödfigurig stil
Huvudartikel: Rödfigurig stil

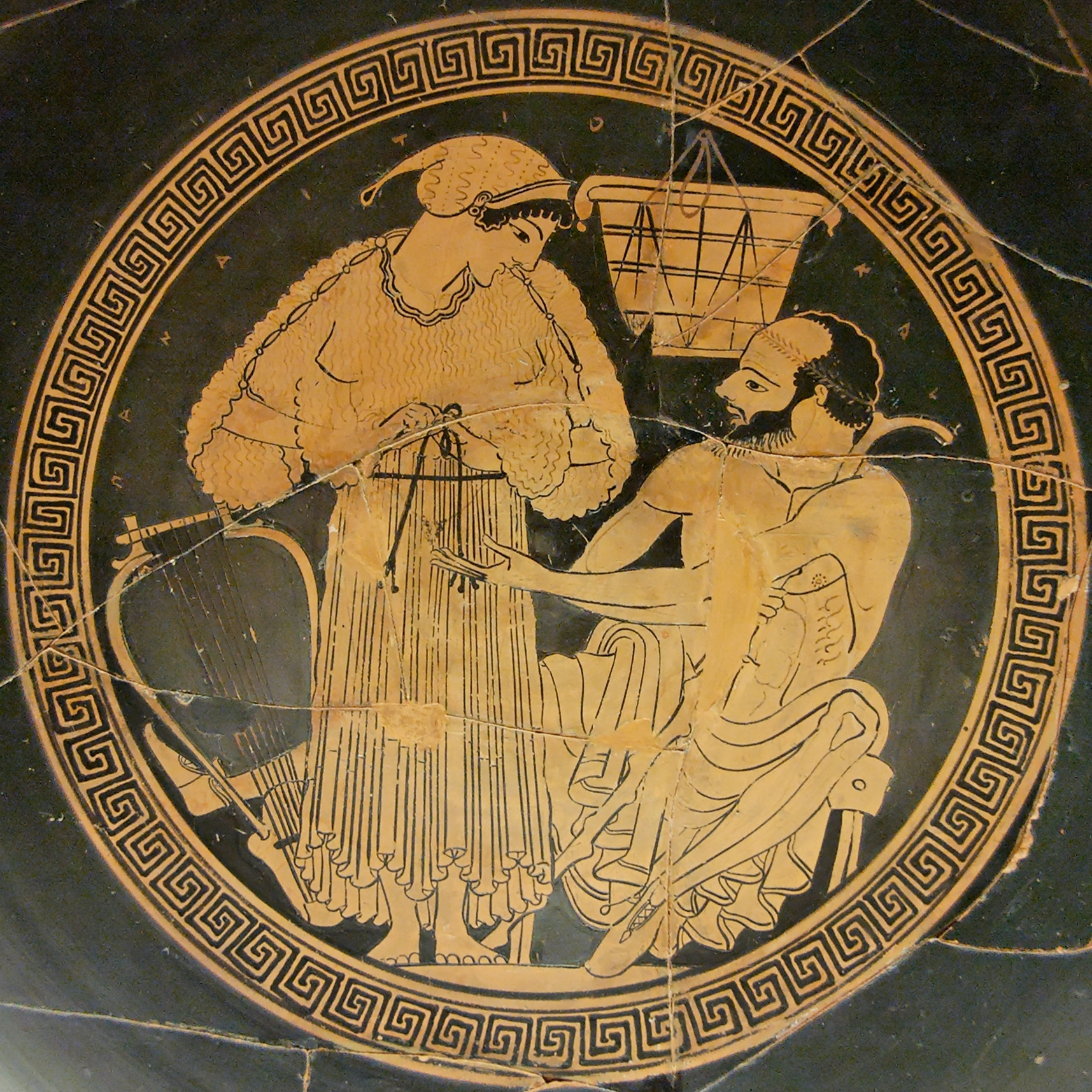
Rumlare och kurtisan, av Euphronios, omkring 500 f.Kr., British Museum E 44.

Uppfinningen av rödfigurig teknik var ett atenskt verk från slutet av sjätte århundradet som innebar en möjlighet att återge detaljer genom direkt målning i stället för inristningar och genom att måla bakgrunden svart och lämna den röda leran, vilket erbjöd nya uttrycksmöjligheter för konstnärer såsom att gestalta trekvartsprofiler, mer utförlig anatomisk återgivning, och perspektiv. Den första generationens målare inom rödfigurig stil arbetade med både rödfigurer och svartfigurer, likväl som andra metoder som sixteknik och vitgrundig teknik; den senare utvecklades samtidigt som rödfiguren. Inom de närmaste 20 åren hade dock experimenten ersatts av specialisering, såsom vaserna av Pionjärgruppen visar, där de figurala verken uteslutande utförs rödfigurigt fastän svartfigurig teknik används till några tidiga blomornament. Pionjärgruppen förtjänar särskild uppmärksamhet inte bara för att de var duktiga konstnärer (detta gäller särskilt Eufronios och Eutymides) utan eftersom de värden och målsättningar de delade signalerar att något av en självuppfattning uppstår, även om de inte efterlämnade annat vittnesbörd om saken än sina verk. John Boardman sade om dem att "rekonstruktionen av deras karriärer, gemensamma ändamål, till och med rivalitet, kan tas som en arkeologisk triumf".

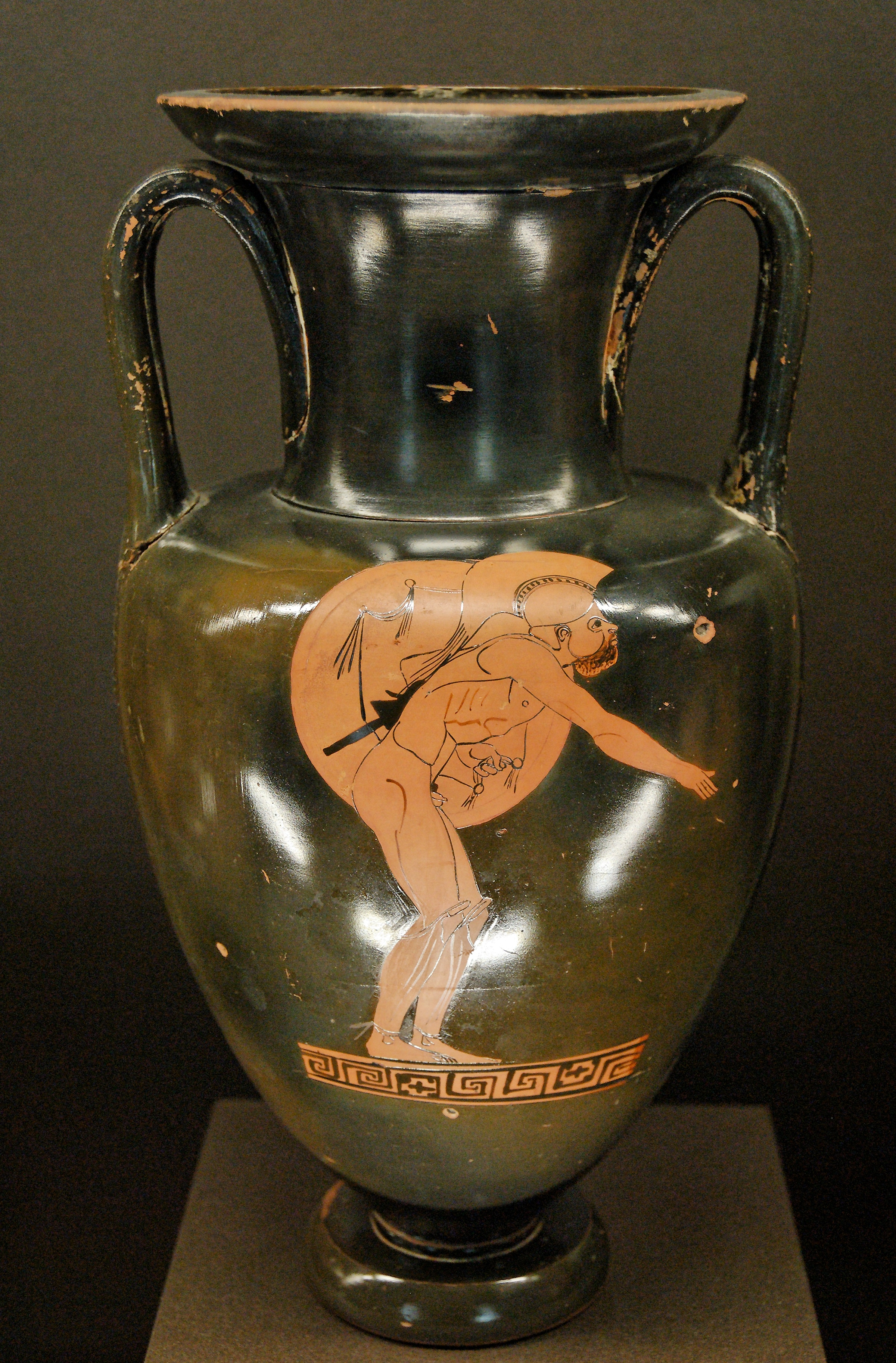
Halsamfora som skildrar en idrottsman som springer hoplitodromos av Berlinmålaren, omkring 480 f.Kr., Louvren.

Nästa generation i den senarkaiska perioden i Greklands vasmåleri (omkring 500 till 480 f.Kr.) införde en ökad naturalism i stilen, vilket kan märkas i den stegvisa förändringen av framställningen av ögon i profil. Denna fas upplever också en specialisering av målare i kruk- och bägarmålare, med Berlinmålaren och Kleofradesmålaren som representanter för den förra, och Douris och Onesimos i den senare gruppen.
Under tidig- till högklassisk tid av den rödfiguriga perioden (omkring 480 f.Kr. till 425 f.Kr.) uppkommer flera distinkta skolor. Manneristerna, som förknippas med Mysons verkstad och exemplifieras med Panmålaren, vidhåller de arkaiska dragen med stela manufakturer och märkliga poser, och kombinerar detta med överdrivna gester. Som kontrast finns från Berlinmålarens skola, som Achillesmålaren och hans jämlikar (som kan ha varit Berlinmålarens elever), som föredrar naturalistiskt återgivna poser, vanligen i form av en enstaka figur mot svart bakgrund eller återhållsamma vitgrundiga lekyter.
Till Niobidmålarens skola kan man föra Polygnotos och Kleofonmålaren vilkas arbeten påvisar något av ett intryck från Parthenonskulpturer både i tema och i känsla för komposition.
Mot slutet av århundradet reflekteras den så kallade "rika stilen" i den attiska skulpturen, som den uttrycks i Nikes balustrad, i vasmåleriet med en ännu större uppmärksamhet fäst vid identiska detaljer (hår, juveler, et cetera). Meidiasmålaren förs vanligen fram som företrädare för den stilen.
Vastillverkningen i Aten upphörde omkring 330-320 f.Kr., kanske till följd av att Alexander den store intog staden, och hade långsamt avtagit under fjärde århundradet i takt med Atens politiska framgångar. I de grekiska kolonierna i södra Italien fortsatte dock tillverkningen under fjärde och tredje århundradena, där fem regionala stilar kan urskiljas: apuliansk, lucaniansk, siciliansk, kampaniansk och paesteansk stil. Rödfiguriga verk utfördes storskaligt där med det distinkta tillägget av polykromatisk målning, samt, i fallet kolonien i Svarta havet, Panticapeum, de förgyllda verken i kerchstil.

### Hellenismen
Huvudartikel: Hellenistisk konst

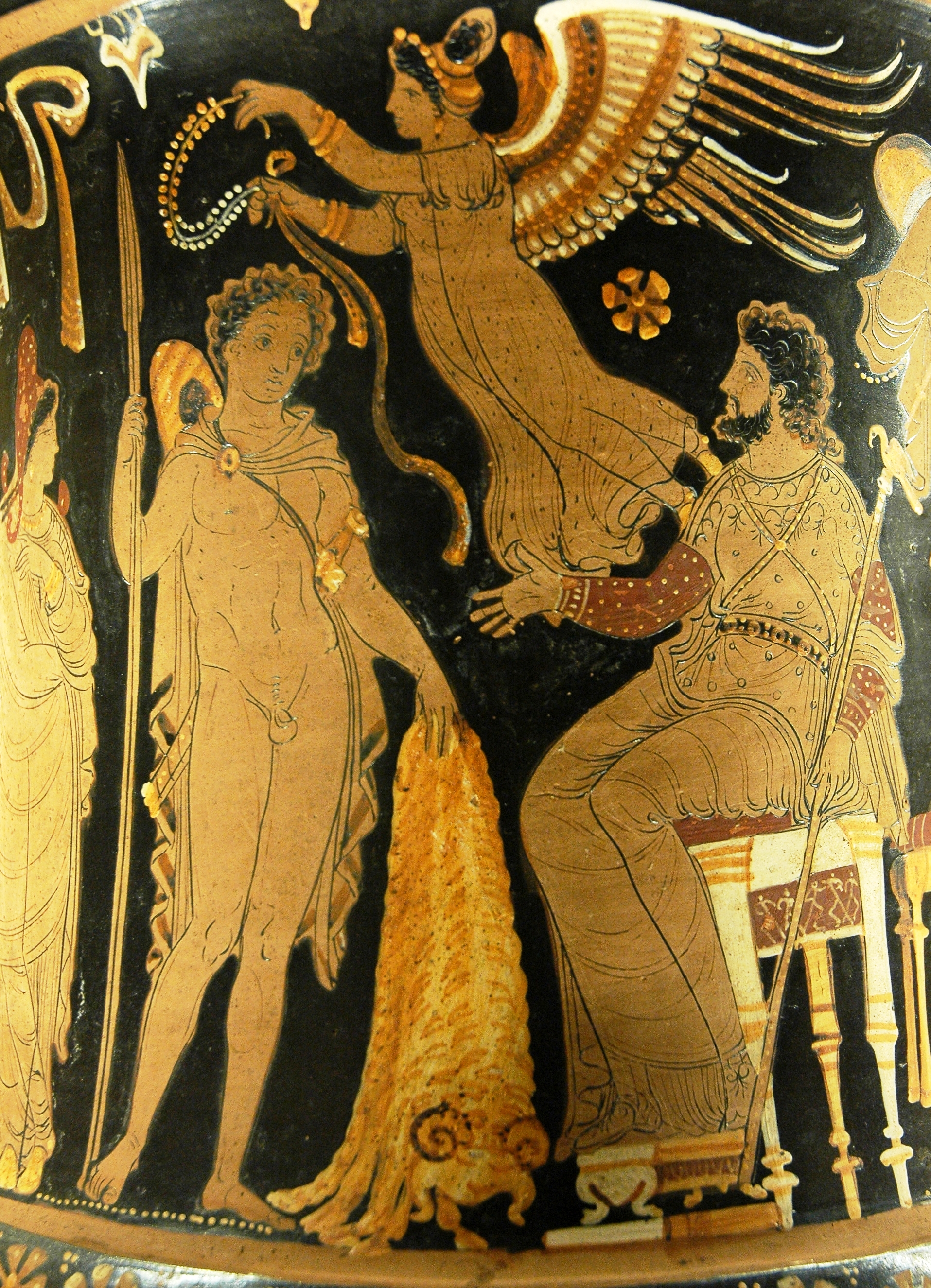
Jason och Pelias, av Underjordenmålaren, ca. 330 f.Kr., Louvren.

Hellenismen (vilken grovt sett kan sättas till sena fjärde århundradet till första århundradet f.Kr.) är en av den grekiska kulturens nedgångar vad gäller keramik. Rödfigurig målning hade upphört i Aten mot slutet av fjärde århundradet, för att ersättas av vad som numera kallas "västslättsgods", så kallade efter de fynd som gjorts på den västra sluttningen av Akropolis i Aten. Denna senare stil består av målningar i en gulbrunfärgad barbotin och vit målning på svart glaserad bakgrund med några inristade detaljer, med färre återgivningar av människor och företräde för enklare motiv såsom blomsterkransar, delfiner, rosetter, et cetera. Variationer av stilen spreds över den grekiska världen, med mest anmärkningsvärda centrum på Kreta och i Apulien, där figurala scener fortfarande var eftertraktade och södra Italien blev förvisso ledande i vastillverkning denna tid, både kvantitativt och kvalitativt. Flera framstående konstnärers verk kommer därifrån och från denna tid, som Dariusmålaren och Underjordenmålaren, båda aktiva under det sena fjärde århundradet, vilkas folkrika polykromatiska scener ofta förmäler en känslomässig komplexitet som inte finns hos tidigare målare. Deras arbeten företräder en senmanneristisk fas i det grekiska vasmåleriet.

### Vitgrundig teknik
Huvudartikel: Vitgrundig teknik

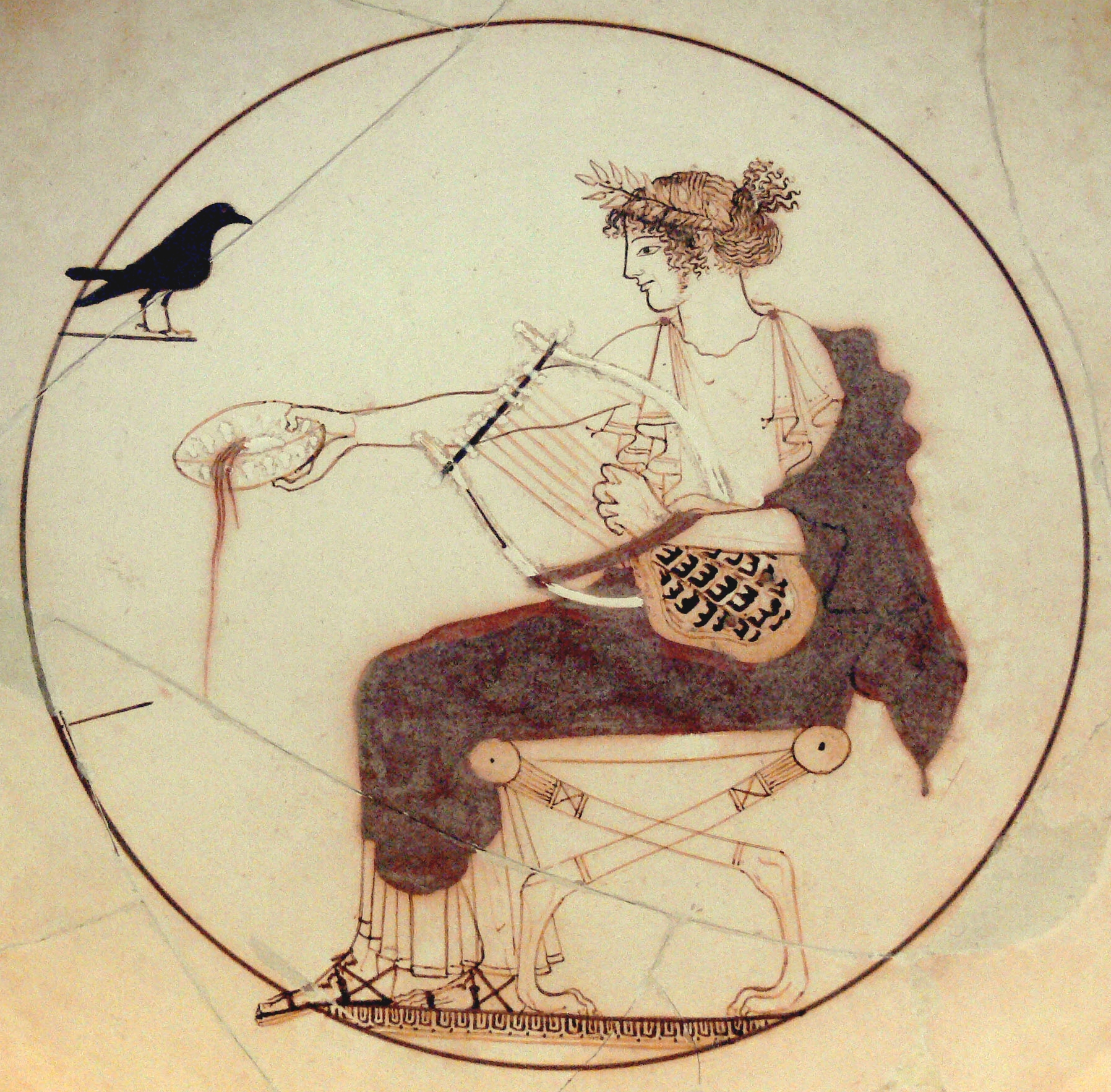
Apollon och hans korp i en vitgrundig skål, av Pistoxenosmålaren. Delphi arkeologiska museum.

Vitgrundig teknik utvecklades mot slutet av sjätte århundradet f.Kr. Till skillnad från de mer kända svartfiguriga och rödfiguriga stilarna, påfördes inte färgen genom bränningen av barbotin utan genom att använda målningar och överdrag av vit lera. Detta tillät större polykromi än de andra teknikerna, men vaserna blir i slutändan mindre iögonfallande. Tekniken fick stor betydelse under femte och fjärde århundradena f.Kr. särskilt i form av små lekyter, vilka blev typiska gravoffer. Viktiga företrädare inbegriper den som uppfann tekniken, Achillesmålaren, likväl som Psiax, Pistoxenosmålaren och Thantosmålaren.

## Manufaktur

### Material
Grekland har stora tillgångar på fin lera, i synnerhet stora mängder sekundär lera av fin kvalitet. Leran utanför Aten är speciell eftersom den innehåller järnoxid (Fe2O3) som ger keramiken en rödaktigt orange färg när den bränns. Detta skiljer sig från lerorna i andra regioner, som exempelvis Korinth, där lergodsen har ett ljusare, krämvitt utseende. Spektroskopi och andra metoder har avslöjat oväntade förbindelser mellan vaser från olika delar av Medelhavet, som fallet med några hydror från Hadra utanför Alexandria. Tidigare antogs de vara av egyptiskt ursprung, men kemiska analyser har visat att de importerats från Rhodos.
Primär lera var mer sällsynt och sparsamt använt som färgmässig utsmyckning i dekoren, till exempel på vitgrundiga vaser där den lagts på i ett tunt lager medan vasen var på drejskivan. All lera renades genom sedimentering för att få bort orenheter som kvarts som skulle få leran att spricka vid bränningen och för att få leran mer formbar.

### Konstruktion
Drejskivor började användas till keramiken ungefär 2500 f.Kr. genom vilken vasens väggar byggdes. De flesta grekiska vaser tillverkades så, men vad beträffar rhyton har vissa delar, så kallade "plastiska" delar och dekorativa element, tillverkats för hand, liksom handtag till andra former av lergods. Pjäser som var mer komplexa tillverkades i delar som sattes samman, för att därefter förses med borbotin och igen sättas på drejskivan för en sista finslipning. Därefter glaserades den och inristades, innan den var redo för brännugnen.

### Bränning
Den för den grekiska keramiken så karaktäriserande svarta metalliska glansen, som i strikt mening inte är en glasering, var en fin variant av samma slag av lera som användes till godset i övrigt. Tvärt emot vad man kan tro färgades inte leran för att erhålla svart färg, utan den indränktes i alkalivatten. Resultatet uppkom av att luftmängden blev en annan under förbränningen. Detta skedde genom en enkel bränning. Först hettades brännugnen upp till omkring 800 °C, då en ventil öppnades som släppte in luft i ugnen, vilket fick både keramiken och glaseringen att anta en rödbrun färg. Sedan ökades värmen till omkring 950 °C och ventilen stängdes medan ett särskilt träslag infördes som skapade kolmonoxid vilket samman med oxider i leran skapade svart järnoxid. Slutligen sänktes värmen gradvis, till omkring 900 °C, och en aning luft infördes, vilket fick den oglaserade leran att återgå till rödorange färg. Den glaserade ytan hade härdats i föregående fas och kunde inte oxideras ännu en gång varmed den förblev svart.

## Inskriptioner

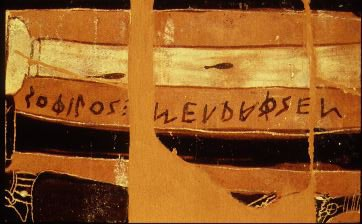
Signatur "Sophilos me egraphsen" (Sophilos skrev mig), omkring 580 f.Kr., British Museum, GR 1971.11-1.1

Inskriptioner i grekisk keramik finns av två sorter: de inristade (graffito) är de äldsta och samtida med att grekiska alfabetet uppkom under åttonde århundradet f.Kr., och de målade (dipinto), som uppkommer ett sekel senare. Båda formerna är förhållandevis vanliga på målade vaser fram till hellenismen, då inskriptioner på vaser verkar dö ut. Det är utan jämförelse vanligast på attiska pjäser där ungefär en av tio (av omkring 8000-10 000) bär något spår av detta slag.
Ett antal undergrupper av inskriptioner kan urskiljas. Krukmakare och målare signerar ibland sina verk med epoiesen respektive egraphsen. Varumärken börjar uppkomma omkring sjätte århundradet på korintiska pjäser; dessa kan kanske ha tillhört en handelsman vid en exportfirma snarare än komma från traktens krukmakeri. Beskyddares namn kan också finnas ibland, såväl som de avbildade karaktärernas eller objektens namn. Brottstycken av en dialog är stundom nedtecknade för att tydliggöra en avbildad scen, som i fallet när en härförare förklarar "Dysniketos häst vann" på en panathenaiask amfora. Mer svårtolkade är kalos- och kaleeinskriptionerna, vilka möjligen ingått i en ritual bland de högre samhällsklasserna i Aten, men som återfinns i ett flertal olika vaser som inte nödvändigtvis tillhör den miljön. Sist kan nämnas abecedaria och nonsensinskriptioner, men sådana återfinns oftast på svartfiguriga lergods.
Några av de mest framstående målarna i Aten, som pionjärgruppen, verkar ha tillfört text bara för att visa att de var kultiverade och läskunniga. I och med den kunskapen hamnade de i en helt annan klass än övriga konstnärer i antikens Grekland.

## Återupptäckt och forskning
Intresset för grekisk konst uppstod i kölvattnet av den klassiska renässansen och de lärda kretsarna runt Nicholas Poussin i Rom på 1630-talet. Med bara de sparsamma samlingarna av vaser som återfunnits i antika gravar i Italien under 1400- och 1500-talen, drogs slutsatsen att de var etruskiska. Det är också fullt möjligt att Lorenzo de' Medici köpte flera attiska vaser direkt från Grekland; kopplingen mellan dessa och de återfunna vaserna i centrala Italien gjordes dock först långt senare. Winckelmanns 'Geschichte der Kunst des Alterthums från 1764 var första gången någon vederlade det etruskiska ursprunget av vad som numera är känt som grekisk keramik, men sir William Hamiltons två samlingar, en som gått förlorad till havs och den andre numera vid British Museum, publicerades som "Etruskiska vaser"; det skulle dröja till 1837 med Stackelbergs Gräber der Hellenen innan kontroversen kan sägas vara över.
Mycket av den tidiga forskningen på grekiska vaser tog form av att utge album med avbildningar av föremålen, men varken D'Hancarvilles eller Tischbeins folier återger formen troget eller försöker datera dem, och är därför otillförlitliga. De seriösa försöken till ett akademiskt studium gjorde stadigvarande framgångar först under 1800-talet, vilket initierades med att Instituto di Corrispondenza grundades i Rom 1828 (senare Tyska arkeologiska institutet), följt av Eduard Gerhards banbrytande arbete Auserlesene Griechische Vasenbilder (1840-1858), samt grundandet av tidskriften Archaeologische Zeitung 1843 och Ecole d'Athens 1846. Det var Gerhard som först började skissa på den kronologi som används numera, nämligen: 
1. Orientaliserande (geometrisk, arkaisk)
2. Svartfigurig
3. Rödfigurig
4. Polykromatisk (hellenistisk)

Slutligen var det Otto Jahns katalog från 1854, Vasensammlung, från Pinakothek, München, som satte standarden för grekisk keramik, och förtecknade former och inskriptioner med en dittills okänd säkerhet. Jahns studium var standardverk för den grekiska keramikens historia och kronologi i många år, fastän han i likhet med Gerhard daterar rödfigurig stil ett sekel senare än vad som verkligen gäller. Detta felslut korrigerades när Arkeologiska sällskapet i Aten, Aρχαιολογικη 'Εταιρεια, företog en utgrävning av Akropolis 1885 och upptäckte de så kallade "persiska skärvorna" av rödfigurig keramik som förstörts av persiska inkräktare 480 f.Kr. Med en mer korrekt kronologi kunde Adolf Furtwängler och hans studenter under 1880- och 1890-talen datera föremålen från sina utgrävningar genom keramiken som fanns där, en metod av seriation som Flinders Petrie senare skulle använda till den omålade egyptiska keramiken.
Om 1800-talet var ett sekel av upptäckter och uppställande av principiella huvuddrag i tolkningen, har 1900-talet varit en tid av sammanställningar och intellektuellt arbete. Ansträngningar att förteckna och publicera hela samlingar av vaser började med bildandet av Corpus vasorum antiquorum under Edmond Pottier och Beazleyarkivet. Från John Beazleys Attic Red-Figure Vase Painters 1942 och Attic Black-Figure Vase Painters 1956, kommer namnen till dussintals dittills bortglömda konstnärer, med hjälp av  morelliansk stilanalys. På liknande sätt försåg Arthur Dale Trendall och Humfrey Payne tillsammans med Darrell A. Amyx kronologin med de förbisedda apuliska och korintiska skolorna.

## Användningsområden och typer av keramik i antikens Grekland
Huvudartikel: Typologi av grekiska vasformer
Inte allt grekiskt lergods var nyttoföremål; stora geometriska amfora användes som gravmarkörer, krater från Apulien tjänade som gravoffer, och panathenaiska amfora verkar ha betraktats som objets d’art. Det mesta av den bevarade keramiken hade dock praktisk funktion vilket avgjorde dess utformning. De termer som används inom typologin av de grekiska vaserna är vanligen snarast konventionella och icke-historiska. Några åskådliggör deras användning eller betecknas med ursprungliga namn, andra är uppkallade av tidiga arkeologiska försök att ge grekiskklingande namn åt vad de trodde föremålen hade för ändamål - inte alltid så lyckat.
För att förstå förhållandet mellan form och funktion i den grekiska keramiken, kan man utgå från fyra breda kategorier:
1. Förvarings- och transportkärl
2. Tillredningskärl
3. Kannor och bägare
4. Vaser för oljor, parfymer och kosmetika.

Inom varje kategori är storlekarna ungefär desamma och antingen öppna eller stängda, och där det finns osäkerhet kan man göra goda uppskattningar om vad pjäserna hade för roll att fylla. Några har uteslutande haft rituell funktion, som till exempel vitgrundiga lekyter som innehöll olja som användes i gravoffer och verkar ha tillverkats uteslutande för detta ändamål. Många föremål har innehållit en mindre bägare inuti för att verka fyllda till brädden fastän de inte var fulla, och som sådana kan de inte ha tjänat något praktiskt syfte.
Det fanns en internationell marknad för grekisk keramik från och med åttonde århundradet f.Kr., som till fjärde århundradet f.Kr. dominerades av föremål från Aten och Korinth. En uppfattning om hur utbredd denna handel varit kan man få genom att markera var grekiska vaser återfunnits utanför Grekland på en karta, men detta tar inte i beaktande att människor kan ha emigrerat eller skickat vaser som gåva. Bara andrahandsmarknaden skulle kunna svara för de otaliga panathenaiska pjäserna som hittats i etruskiska gravar. Keramik från södra Italien dominerade exportmarknaden runt västra Medelhavet när Aten avtog i politisk betydelse under hellenismen.